# Hueso de Puerco (Colonia Quintín Aráuz)
Hueso de Puerco (Colonia Quintín Aráuz) es una localidad del municipio de Paraíso ubicado en la subregión de la Chontalpa del estado mexicano de Tabasco.

## Geografía
La localidad se ubica a 1.4 kilómetros (en dirección noroeste) de la localidad de Paraíso, la cabecera y lugar más poblado del municipio. Se sitúa en las coordenadas geográficas 18°23′26″N 93°13′27″O / 18.390556, -93.224167, a una elevación de 7 metros sobre el nivel del mar.

## Demografía
Según el Conteo de Población y Vivienda 2020, efectuado por el Instituto Nacional de Estadística y Geografía, la localidad de Hueso de Puerco (Colonia Quintín Aráuz) tiene 405 habitantes, de los cuales 190 son del sexo masculino y 215 del sexo femenino. Su tasa de fecundidad es de 1.96 hijos por mujer y tiene 104 viviendas particulares habitadas.
| Gráfica de evolución demográfica de Hueso de Puerco (Colonia Quintín Aráuz) entre 1995 y 2020 |
|                                                                                               |
| INEGI.                                                                                        |